# Clemens Riedel
Clemens Riedel (Wölfersheim, 19 luglio 2003) è un calciatore tedesco, difensore del Darmstadt.

## Carriera

### Club
Dopo aver giocato a livello giovanile con TSG Wieseck e Darmstadt, Riedel ha debuttato fra i professionisti il 24 luglio 2021 come sostituto in una sconfitta per 2-0 contro il Jahn Ratisbona in 2. Bundesliga. Nella stagione 2022-2023 ha conquistato una promozione in Bundesliga.

### Nazionale
Ha giocato nelle nazionali giovanili tedesche Under-19 ed Under-21.

## Statistiche

### Presenze e reti nei club
Statistiche aggiornate al 8 ottobre 2023.
| Stagione        | Squadra         | Campionato      | Campionato | Campionato | Coppe nazionali | Coppe nazionali | Coppe nazionali | Coppe continentali | Coppe continentali | Coppe continentali | Altre coppe | Altre coppe | Altre coppe | Totale | Totale | Totale |
| Stagione        | Squadra         | Comp            | Pres       | Reti       | Comp            | Pres            | Reti            | Comp               | Pres               | Reti               | Comp        | Pres        | Reti        | Pres   | Reti   |        |
| --------------- | --------------- | --------------- | ---------- | ---------- | --------------- | --------------- | --------------- | ------------------ | ------------------ | ------------------ | ----------- | ----------- | ----------- | ------ | ------ | ------ |
| 2021-2022       | 2B              | Darmstadt       | 9          | 0          | CG              | 1               | 0               |                    | -                  | -                  |             | -           | -           | 10     | 0      |        |
| 2022-2023       | 2B              | Darmstadt       | 19         | 0          | CG              | 1               | 0               |                    | -                  | -                  |             | -           | -           | 20     | 0      |        |
| 2023-2024       | BL              | Darmstadt       | 4          | 0          | CG              | 1               | 0               |                    | -                  | -                  |             | -           | -           | 5      | 0      |        |
| Totale carriera | Totale carriera | Totale carriera | 32         | 0          |                 | 3               | 0               |                    | -                  | -                  |             | -           | -           | 35     | 0      |        |